# Alfred Reynès
Pour les articles homonymes, voir Reynès (homonymie).
Alfred Reynès, né le 20 juin 1906 à Lestrade-et-Thouels (Aveyron) et mort le 30 septembre 1970 à Labarthe-Inard (Haute-Garonne), est un homme politique français.

## Biographie
Fils d'un représentant de commerce, Alfred Reynès est, après la Seconde Guerre mondiale, à la tête d'une imprimerie à Albi et d'une papeterie à Labarthe-Inard.
Bien que ses premiers engagements politiques se soient faits du côté chrétien-démocrate (il est membre du parti démocrate populaire avant guerre, et candidat malheureux aux municipales pour le MRP à Albi en 1953), il rejoint l'union de défense des commerçants et artisans de Pierre Poujade, dont il partage les vues anti-fiscalistes, dès 1954. Il mène dans le Tarn la « grève des impôts » à laquelle appelle ce mouvement.
En 1956, il mène la liste poujadiste pour les élections législatives dans ce département. Avec 14,1 % des voix, il obtient le quatrième et dernier des sièges à pourvoir, et se trouve donc élu député.
Suivant la ligne de son groupe parlementaire, Union et fraternité française, il est un député actif dans les débats, bien qu'il ne dépose aucun texte pendant son mandat. Il se prononce ainsi pour la suppression des taxes locales remplacées par une taxe sur l'énergie.
En décembre 1956, il fait en tribune un bilan catastrophique de l'expédition de Suez, au cours de laquelle il demande le départ de la France de l'ONU, qu'il considère complice du FLN algérien.
En 1958, il soutient le retour au pouvoir de Charles de Gaulle, s'éloignant de Pierre Poujade. Sa carrière politique s'achève avec la fin de la Quatrième République.

## Détail des fonctions et des mandats
Mandat parlementaire
- 2 janvier 1956 - 8 décembre 1958 : Député du Tarn